# Nutrimental
Nutrimental (Empresa Paranaense de Alimentos) é uma empresa brasileira do ramo alimentício com sede na cidade de São José dos Pinhais, no estado brasileiro do Paraná. Sua produção corresponde a barras de cereais, farinhas infantis, refrescos, sobremesas e molhos, e em desenvolvimento para biscoitos, granolas e cereais matinais. Atuou também na área de merenda escolar até 1994. A empresa detém as marcas: Nutry, Nutrinho, Nutribom e Nutrilon, entre outras.

## História
Fundada em 23 de julho de 1968 por Rodrigo Rocha Loures, foi uma parceria que nasceu dentro dos departamentos de Engenharia Química e Administração da Universidade Federal do Paraná. Rocha Loures, um dos professores de Administração da universidade, passou a pesquisar a criação de um purê de batata instantâneo, na época. Para viabilizar uma possível produção, instalou algumas máquinas num barração de 200 m² em uma antiga fazenda nas proximidades do Aeroporto Afonso Pena. O purê instantâneo não foi produzido industrialmente e os primeiros produtos oferecidos, foram sopa de feijão, entre outros.
Com a dificuldade na área de merendas escolares, a partir de 1994 a Nutrimental investiu num produto pouco conhecido no mercado brasileiro e que foi desenvolvido para alguns esportistas: a barra de cereais.
A empresa hoje conta com duas unidades industriais (São José dos Pinhais - PR e Arceburgo - MG), além de um escritório comercial em São Paulo.
Conta com três unidades de negócio: Mercado Consumidor, Food Solutions (Food Service + Food Ingredients) e Exportação.

## Nutry
A linha Nutry foi desenvolvida em 1984 a pedido do navegador Amyr Klink, quando este se preparava para uma travessia marítima. Atendendo ao pedido, a Nutrimental desenvolveu a primeira barra de cereais do mercado brasileiro, idealizado por Rodrigo Santos da Rocha Loures. O produto entrou em produção industrial a partir de 1992, inicialmente com o nome de Chonk.

## Ligação externa
- «Sítio oficial»